# Страшницка
«Страшницка» (чеш. Strašnická) — станция пражского метрополитена. Расположена на линии A, между станциями «Желивскего» и «Скалка».
Находится в районе Страшнице.
Открыта 11 июля 1987 года в составе третьего пускового участка линии А «Želivského - Strašnická».

## Галерея

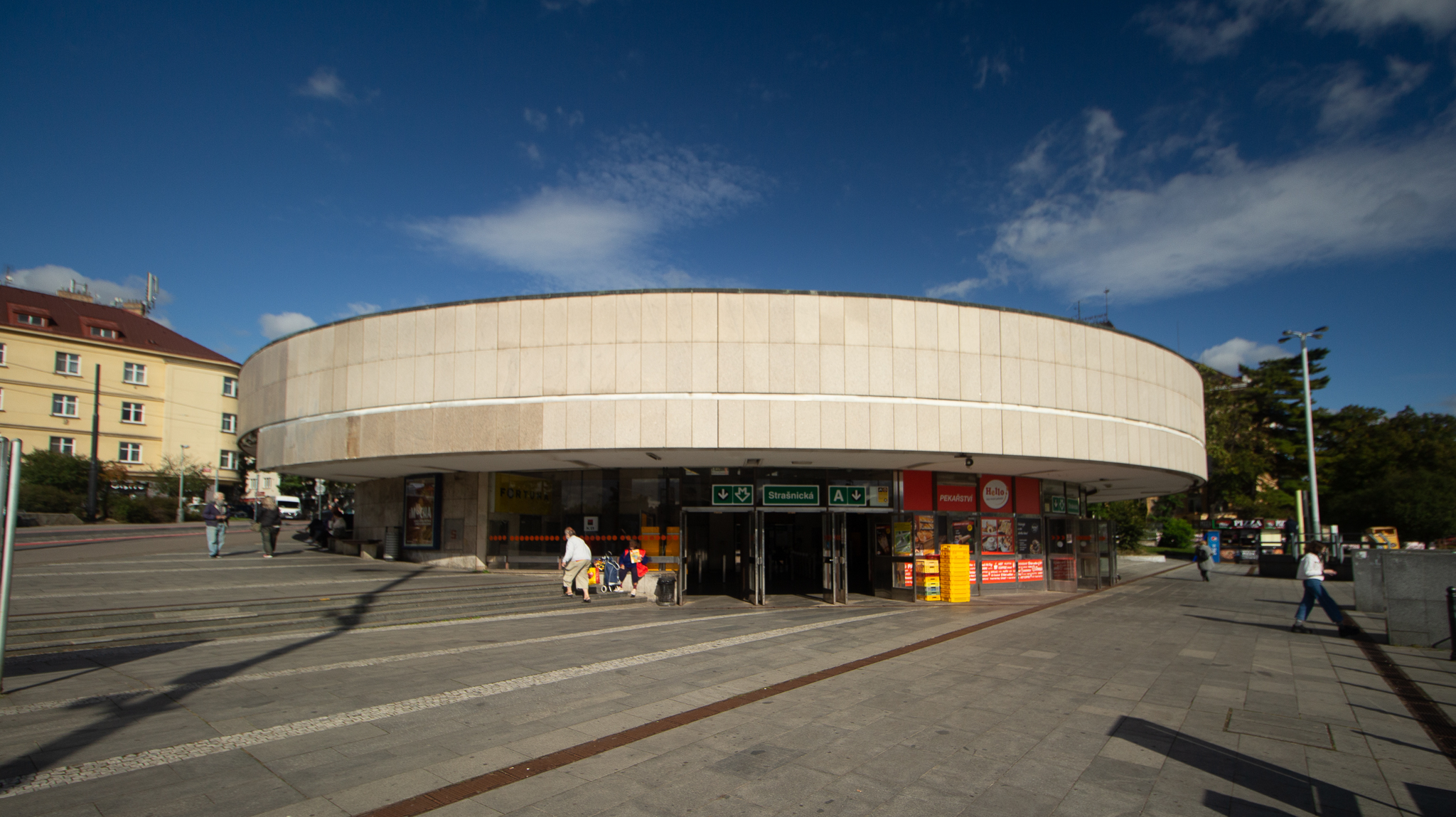
Вестибюль
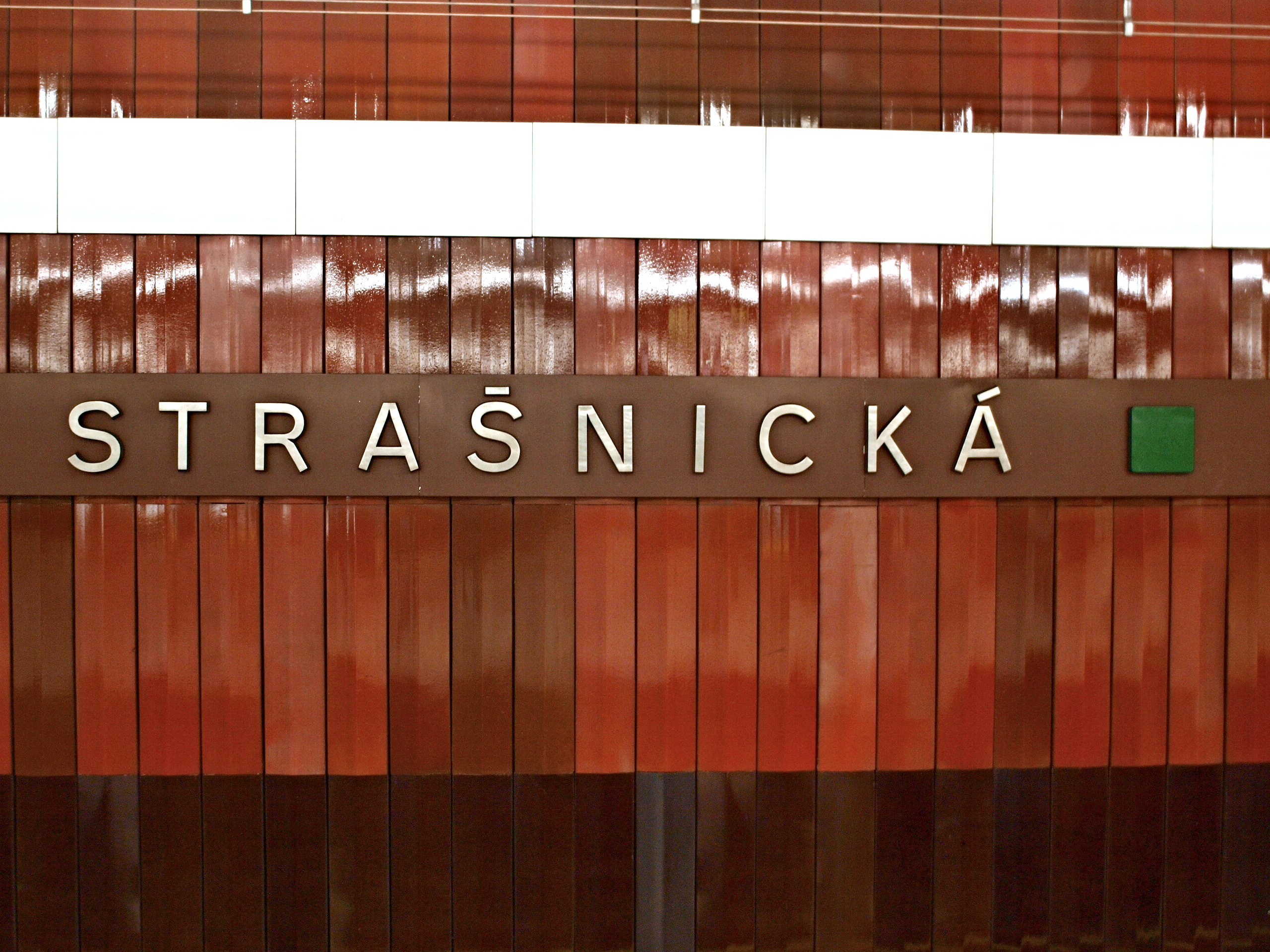
Путевая стена.
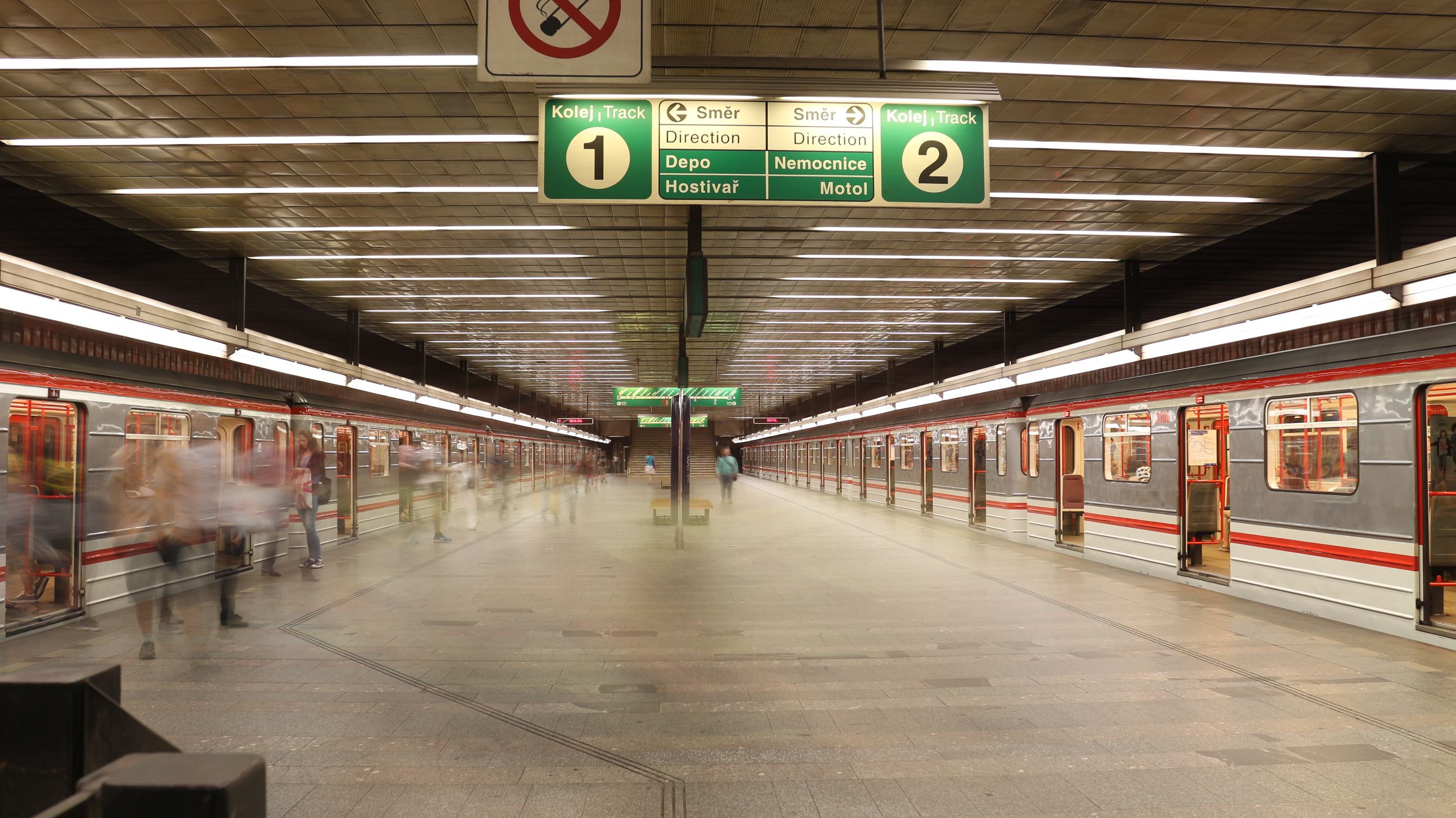